# Picea omorika
Il peccio di Serbia (Picea omorika, (Panč.) Purk, 1877) è una specie di peccio, appartenente alla famiglia delle Pinaceae, originaria di 4 località distribuite in Serbia e in Bosnia ed Erzegovina.

## Etimologia
Il nome generico Picea, utilizzato già dai latini, potrebbe, secondo un'interpretazione etimologica, derivare da Pix picis = pece, in riferimento all'abbondante produzione di resina. Il nome specifico omorika deriva dalla parola serba оморика (pron. [oˈmǒ̞rika]), che significa semplicemente "abete rosso"; in serbo si chiama панчићева оморика in cirillico o pančićeva omorika in alfabeto latino, l'"abete rosso di Pančić".

## Descrizione

### Portamento
Albero alto 30-40 metri con tronco monopodiale diritto o ricurvo alla base; i rami del primo ordine sono corti e slanciati, numerosi, pendenti con parte terminale ascendente. I rami del secondo ordine sono snelli e pendenti. La chioma è strettamente conica o colonnare. I virgulti sono corti e snelli, flessibili, inizialmente di colore marrone chiaro o arancione-marrone, poi grigio-marrone,  lievemente scanalati, pubescenti fino al secondo anno, poi glabri; i pulvini sono numerosi, lunghi 1,5 mm e quasi glabri.

### Foglie
Le foglie sono aghiformi, appiattite e disposte a pettine, lineari, di colore verde scuro lucido con due bande stomatiche bianco-verdastre inferiormente, lunghe 1-2 cm e con punte acute o ottuse; hanno stomi solo nella pagina inferiore, disposti in due bande di 4-6 linee. Le gemme vegetative sono ovoidali-coniche, acute, quelle laterali spesso numerose, lunghe 5-8 mm, con base resinosa; hanno perule ovate, acute, inizialmente di colore rosso-marrone poi arancione-marrone, persistenti per anni.

### Fiori
Sono strobili maschili giallastri, ascellari, cilindrici, lunghi 2-2,5 cm.

### Frutti
I coni femminili sono terminali, spesso disposti sui virgulti laterali, ovoidali-oblunghi, inizialmente eretti, poi pendenti a maturazione; lunghi 4-6,5 cm e larghi 2-3 cm, inizialmente porpora-scuro, poi marroni-purpurei, con apice affusolato e base obliqua; hanno peduncoli obliqui o ricurvi. I macrosporofilli sono sub-orbicolari, convessi, sottili e rigidi, lunghi 1-1,5 cm, con superficie striata e talvolta ondulata trasversalmente, glabra, resinosa, con margine superiore eroso-dentellato. Le brattee sono rudimentali, ligulate, lunghe 2-3 mm, totalmente incluse. I semi, di color marrone o rosso-marrone, sono ovoidali, con punte acute, lunghi 3 mm, e con parte alata ovata, lunga 6-8 mm, rossa-marrone o marrone-giallastra.

### Corteccia
La corteccia è rugosa, sottile, sfogliantesi facilmente e di colore marrone-rossastro.

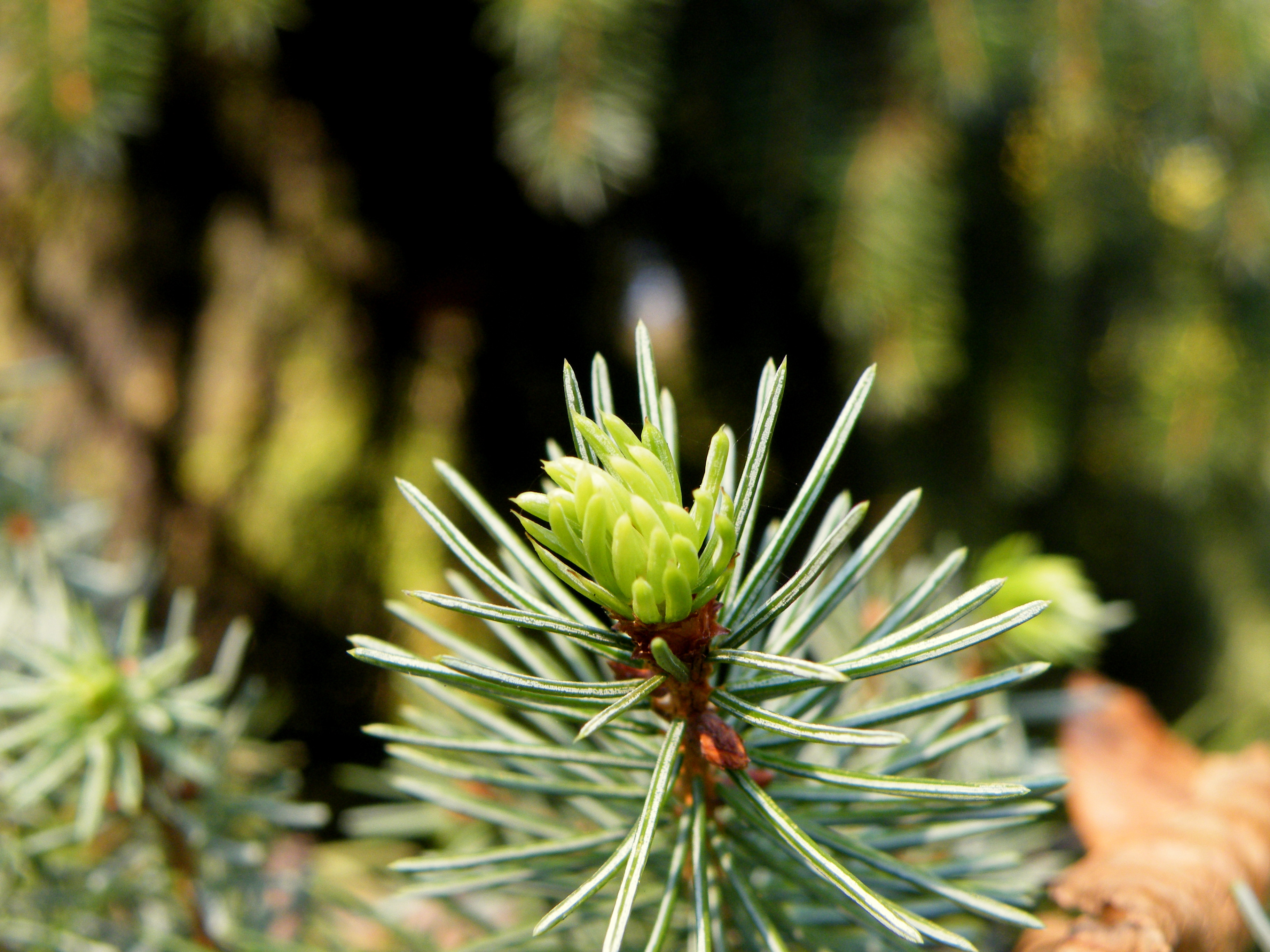
Aghi
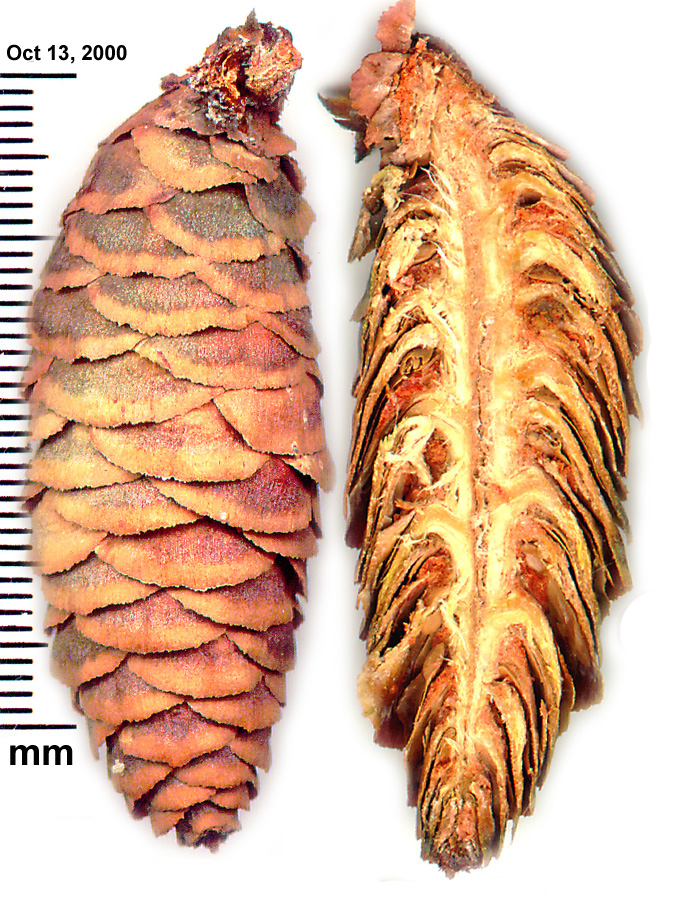
Cono femminile maturo
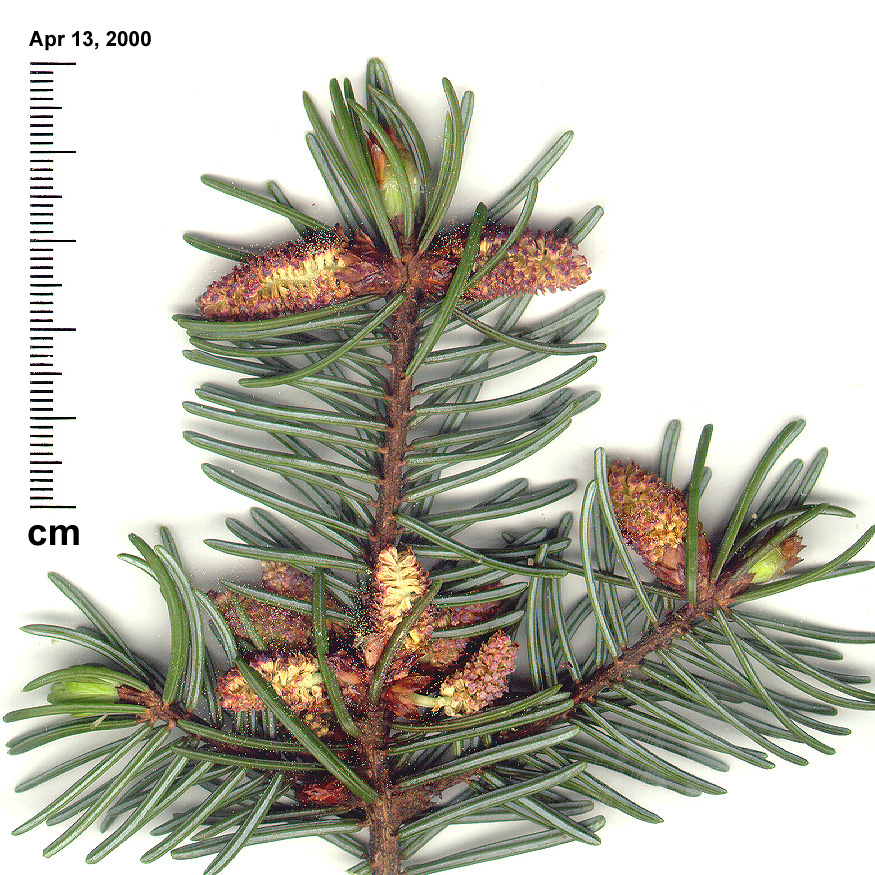
Strobili maschili
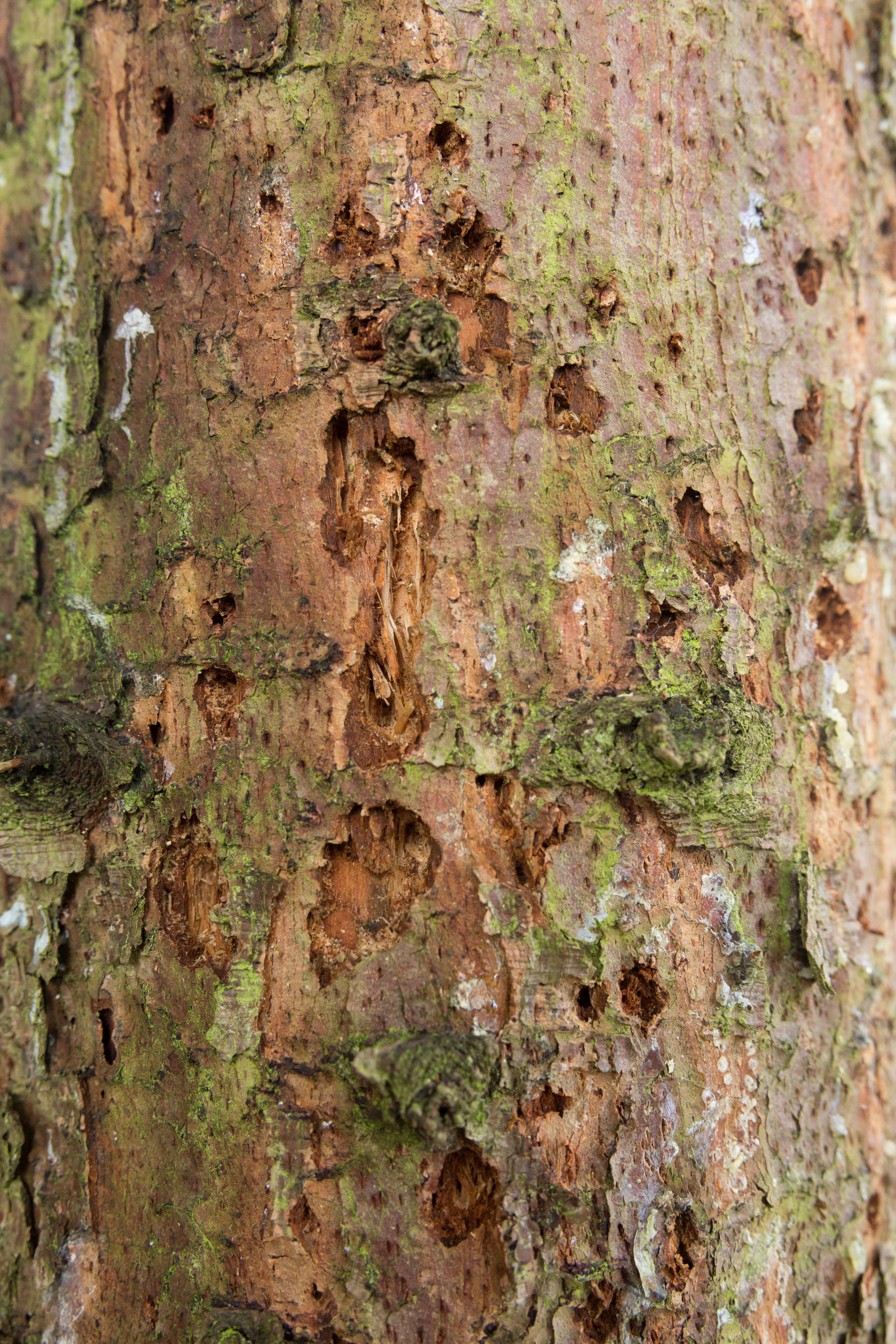
Corteccia
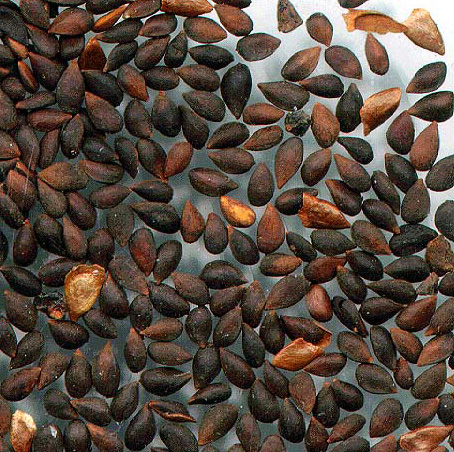
Semi
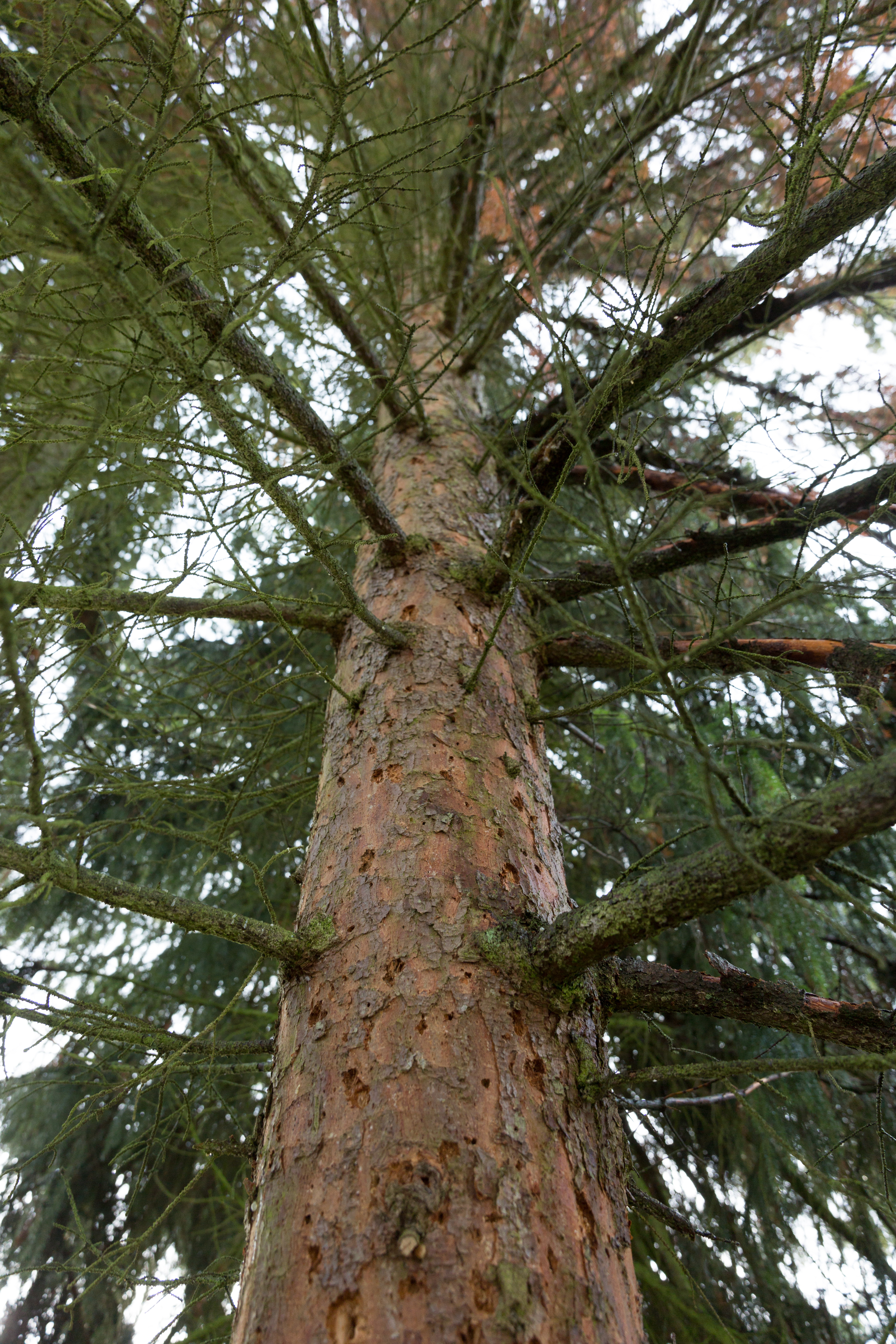
Fusto

## Distribuzione e habitat
La parte di areale più vasta è all'interno del Parco nazionale di Tara, in Serbia. L'altra località serba è ubicata nella municipalità di Prijepolje. In Bosnia si rinviene in due zone: la prima nel comune di Čajniče, la seconda nel comune di Foča.
Le zone di crescita in Bosnia sono ubicate su ripidi pendii settentrionali calcarei con sedimenti di origine vulcanica, ad altitudini comprese tra 800 e 1450 m. Le specie associate, a seconda dell'altitudine, sono Abies alba, Picea abies, Pinus nigra, Fagus sylvatica, Populus tremula, Sorbus aucuparia, Sorbus aria, Ostrya carpinifolia e specie di Quercus. 
Le zone di crescita in Serbia sono ubicate su ripidi pendii settentrionali e profondi burroni ad altitudini comprese tra 800 e 1500 m. Le specie associate sono P. abies, A. alba, F. sylvatica, Pinus nigra, Pinus sylvestris, Carpinus betulus e Acer platanoides. 
Il clima dell'habitat è caratterizzato da elevate precipitazioni ben distribuite durante l'anno, nevose nel periodo invernale, durante il quale si registrano temperature molto basse.

## Tassonomia
A dispetto dell'ubicazione dell'areale in piena area europea, questo peccio non è originariamente correlato con P. abies, anzi, le sue origini sembrerebbero essere molto antiche (16 milioni di anni) e molto lontane. Lockwood et al. (2013) ritengono che vadano ricercate in Asia orientale e che le specie più vicine siano Picea orientalis, endemico dell'area caucasica, e addirittura Picea alcoquiana e Picea maximowiczii, endemiche del Giappone. Per Sigurgeirsson and Szmidt (1993), Ran et al. (2006,2015) e Bouillé et al. (2011), le sue origini andrebbero ricercate invece in Nordamerica, con Picea mariana e Picea rubens come specie più contigue.

## Usi
Il peccio di Serbia è una specie protetta dalle autorità serbe e pertanto non riveste importanza commerciale; in passato il suo legno veniva tradizionalmente usato per la fabbricazioni di botti. Attualmente esiste un commercio semi-illegale di semi utilizzati per impianti forestali o per la coltivazione ad uso ornamentale.

## Conservazione
Con un areale primario stimato in meno di 200 km² e un areale secondario stimato di 4076 km², questa specie è divisa in circa 30 subpopolazioni molto frammentate e alcune di pochi esemplari. Nonostante la protezione totale offerta dalle rigide leggi conservative, vi è evidenza di una continua, lenta e progressiva contrazione dell'areale e della popolazione. Questo è dovuto probabilmente a cause principalmente naturali, in quanto trattasi di specie fortemente adattata a climi freddi tipici delle ere glaciali e che soffre i cambiamenti climatici in corso orientati verso un progressivo riscaldamento. La rigenerazione risulta difficoltosa a causa della presenza di specie vegetali molto più competitive. Per questi motivi è classificata come specie in pericolo nella Lista rossa IUCN.